# قرار مجلس الأمن التابع للأمم المتحدة رقم 1158
قرار مجلس الأمن التابع للأمم المتحدة رقم 1158، المعتمد بالإجماع في 25 مارس 1998، وبعد أن أشار إلى جميع القرارات السابقة بشأن العراق، بما في ذلك القرارات 986 (1995) و1111 (1997) و1129 (1997) و1143 (1997) و1153 (1998) بشأن برنامج النفط مقابل الغذاء، أذن المجلس، متصرفا بموجب الفصل السابع من ميثاق الأمم المتحدة، ببيع ما يصل إلى 1.4 بليون دولار من دولارات الولايات المتحدة من النفط والمنتجات النفطية العراقية في غضون فترة 90 يوما اعتبارا من 5 مارس 1998.
وأعرب مجلس الأمن عن قلقه إزاء العواقب الإنسانية المترتبة على الشعب العراقي بعد النقص في الإيرادات المتأتية من بيع النفط والمنتجات النفطية خلال فترة الـ90 يوما الأولى من تنفيذ القرار 1143، بسبب هبوط أسعار النفط وتأخر العراق في استئناف مبيعات النفط. وهي مصممة على تجنب زيادة تدهور الحالة الإنسانية.
وقررالمجلس، بموجب الفصل السابع، أن الآلية التي تصدر بموجبها صادرات النفط العراقية، ستمول المعونة الإنسانية لمدة 90 يوما أخرى، ابتداء من الساعة 00:01 بتوقيت المنطقة الزمنية الشرقية في 5 مارس 1998. لا يمكن أن يتجاوز مجموع المبيعات 1.4 بليون دولار من دولارات الولايات المتحدة في فترة التسعين يوما.

## وصلات خارجية
- نص القرار في undocs.org